# Hit ’N’ Run
Hit 'N' Run – piosenka napisana przez JoelJoela, The Providera i Charliego Masona dla niemieckiego girlsbandu Monrose. Została ona wydana jako drugi singel z trzeciego albumu studyjnego I Am. Premiera singlowa planowana jest na 3 października 2008 roku. Wersja demo utworu wciekła do internetu, kilka tygodni przed przedstawieniem gotowego utworu.

## Promocja
Zespół zaprezentował utwór pierwszy raz podczas finału Elite Model Look 2008, szwajcarskiego programu mody. Planowany jest występ w niemieckiej telewizji na dnia 25 września, dzień przed premierą albumu I Am.

## Teledysk
Teledysk do piosenki był kręcony 31 sierpnia 2008 roku, a sam teledysk miał premierę 11 września w jednym z progamów niemieckiej stacji muzycznej VIVA – Viva Live!.

## Lista utworów singla
2-nagraniowy CD singel
1. "Hit 'N' Run" (Radio Edit) – 03:14
2. "No Never" – 3:45

## Praca nad utworem
- Wokale: M. Capristo, S. Guemmour, B. Kızıl
- Muzyka: JoelJoel, The Provider
- Słowa: Charlie Mason
- Produkcja i mix`y: JoelJoel, Oscar Görres
- Montaż: Tilmann Ilse
  - Asystowany przez: Christoph Grotjan
- Nagrywany w "Zwischengeschoss Studios", Hamburg, Niemcy
- Wokal produkcji i nagrywania – Peter Keller